# Cenon-sur-Vienne
Cenon-sur-Vienne település Franciaországban, Vienne megyében. Lakosainak száma 1690 fő (2022. január 1.). Cenon-sur-Vienne Availles-en-Châtellerault, Châtellerault, Naintré és Vouneuil-sur-Vienne községekkel határos.

## Népesség
A település népességének változása:
| Lakosok száma | 1828 | 1811 | 1857 | 1778 | 1758 | 1737 | 1720 | 1701 | 1690 |
|               | 2013 | 2015 | 2016 | 2017 | 2018 | 2019 | 2020 | 2021 | 2022 |